# توروس (روستا)
توروس (به بلغاری: Toros) یک منطقهٔ مسکونی در بلغارستان است که در شهرستان لوکوویت واقع شده‌است.